# Отыквление
«Отыквление (божественного) Клавдия» (лат. Apocolocyntosis (divi) Claudii), или «Действо о смерти божественного Клавдия» (Ludus de morte divi Claudii) — условное название сатирического памфлета, приписываемого Сенеке.

## Атрибуция
По свидетельству Диона Кассия, Сенека написал на смерть Клавдия произведение, которое назвал Отыквление (ἀποκολοκύντωσις, апоколокинтосис) «по созвучию с тем словом, которым обозначается приобщение к бессмертию». Имеется в виду греческий термин ἀποθέωσις (апотеозис (апофеоз) — «обожествление»), тыква же (распространённый в античности символ глупости) намекала на ставшую притчей во языцех тупость покойного императора.
В сборнике сочинений Сенеки сохранилось небольшое произведение, озаглавленное как «„Обожествление“ Аннея Сенеки в виде сатиры», или, на средневековый манер, «Действо о смерти Клавдия Цезаря». То, что в дошедшем до нас тексте не говорится ни о каком превращении Клавдия в тыкву и сама тыква там не упоминается, может быть истолковано трояким образом: 1) это сочинение не является «Отыквлением» и, следовательно, не принадлежит Сенеке; 2) Сенека написал две сатиры — дошедшую до нас и ту, о которой пишет Дион Кассий; 3) отыквление Клавдия происходит в несохранившейся концовке сатиры (этого мнения придерживается большинство исследователей). Тацит и Светоний, рассказывающие о смерти Клавдия и приходе к власти Нерона, ни о каком сатирическом сочинении Сенеки на смерть императора не упоминают, при том, что о его авторстве в отношении произнесённой новым принцепсом хвалебной надгробной речи все были осведомлены.

## Датировка
По-видимому, «Отыквление» было написано вскоре после отравления Клавдия (13 октября 54) и его обожествления, хотя ряд исследователей считают возможным датировать его временем после смерти Агриппины, то есть, 59—62 годами. Пьер Грималь полагает подобные утверждения малообоснованными, тем более что по прошествии первого нероновского пятилетия воспоминания о Клавдии должны были утратить свою актуальность, а чрезмерные похвалы Нерону были допустимы в начале правления, но звучали бы насквозь фальшиво после убийства им собственной матери.

## Политическая задача памфлета
Мнения относительно политической цели памфлета высказывались различные: одни видели в нём намек на отравительницу Агриппину, другие, наоборот, попытку её апологии, так как по сюжету Клавдий умирает от обжорства, третьи — высмеивание самой практики обожествления правителей. Также предполагалось, что сатира была написана в дидактических целях, чтобы на дурном примере отчима показать Нерону, как не следует управлять государством. Высказывались предположения, что памфлет был написан Нероном совместно с Сенекой или Петронием, или Сенекой в качестве пародии на своё же «Утешение к Полибию», расточавшее похвалы Клавдию.
По мнению Грималя, задачей Сенеки было осмеяние Клавдия, прославление Нерона и пропаганда принципов нового режима, о чём косвенно свидетельствует совпадение обвинений, предъявленных покойному в сатире, и тех упрёков предыдущему правлению, которые были высказаны Нероном в его программной речи в сенате по случаю провозглашения принцепсом. С одной стороны, жестокие насмешки над недавно обожествлённым императором кажутся слишком смелыми, с другой — новое правительство начало с ревизии политики Клавдия, Агриппина отстранила от наследования Британника и Октавию, а верность памяти почившего сохраняла только группа процветавших при нём судейских крючкотворов во главе с Суиллием. На самом деле, уже при произнесении Нероном надгробной речи «упоминание о научных занятиях Клавдия и о том, что в его правление Римское государство не претерпело никаких неприятностей от иноземцев, было (…) выслушано с сочувствием», но, когда новый принцепс начал распространяться о «предусмотрительности и мудрости Клавдия, никто не мог побороть усмешку, хотя речь Нерона была составлена и тщательно отделана Сенекой, а у этого мужа было изящное, вполне соответствовавшее вкусам его времени дарование».
Проправительственный характер сатиры подтверждает также то обстоятельство, что автор пытается поддерживать официальную версию кончины императора. Из его рассказа следует, что Клавдий умер между полуднем и часом дня, тогда как из сообщения Светония известно, что это случилось ранним утром, но информацию скрывали несколько часов, дабы подготовить дворцовый переворот. Отводя возможные упрёки, Сенека лукаво добавляет: «Который был час, этого точно тебе не скажу: легче примирить друг с другом философов, чем часы». Согласно Светонию, во дворец позвали комедиантов, чтобы тем самым подтвердить официальные сообщения о небольшом недомогании принцепса и выиграть время, Сенека же по этому поводу замечает: «А умер он, слушая комедиантов. Потому, видишь ли, я и побаиваюсь их».

## Содержание памфлета
Вступление (§ 1) к сатире пародирует начало античных исторических сочинений. Затем сообщается, что Меркурий, всегда наслаждавшийся талантом Клавдия, видя, что тот помирает, но до конца помереть никак не может, требует у парок скорее прекратить мучения принцепса, который задыхается уже шестьдесят четыре года. Клото пытается возражать, говоря, что, наоборот, хотела надбавить императору годков, чтобы он мог полюбоваться на всех, кого осчастливил предоставлением римского гражданства (греков, галлов, британцев, испанцев), одетыми в тоги, но затем парки выполняют волю божества (§ 3—4). Предполагается, что в приведённом в § 4 гекзаметре с неумеренными восхвалениями Нерона и обещаниями чудесного будущего, которое ожидает римлян при его правлении, содержится аллюзия на IV эклогу Вергилия. По мнению Грималя, в этом фрагменте в зародыше уже содержится «солнечная теология Нерона», нового Аполлона, который позднее действительно стал возничим и кифаредом.
Про обстоятельства Клавдиевой кончины Сенека пишет: «Вот последние слова его, какие слышали люди и которые он произнёс,
издав громкий звук той частью, какой ему легче было говорить: „Ай, я, кажется, себя обгадил!“ — Так ли это было, не ручаюсь, но что он все обгадил, это верно» (§ 4).
Явившись к чертогу Юпитера, Клавдий умудряется сбить с толку высланного к нему с расспросами Геркулеса, и тот ходатайствует перед собранием богов на предмет обожествления императора (§ 5—8). Следует процедура обсуждения, пародирующая заседание римского сената, в ходе которого высказываются сначала двусмысленный Янус, а затем сын Вики Поты Деспитер (Диспатер?), на которого оказывает давление Геркулес (§ 9). Решающим становится мнение Божественного Августа, перечислившего, скольких членов его рода истребил покойный, и потребовавшего изгнать его с Олимпа в трёхдневный срок, и в месячный — с небес вообще. Большинство поддерживает это предложение, и Меркурий стаскивает Клавдия за шею в преисподнюю (§ 10—11).
Спускаясь по Священной дороге, они натыкаются на громадную погребальную процессию, участники которой, за исключением кучки продажных стряпчих, радуются избавлению от Клавдия и хором поют анапестическую эпитафию (§ 12). Не давая императору задержаться, вестник богов тащит его через Марсово поле в преисподнюю, где их первым встречает вольноотпущенник Нарцисс (был убит по приказу Агриппины в ходе дворцового переворота), а затем появляются аристократы и влиятельные лица, умерщвлённые в правление Клавдия. Тот в очередной раз демонстрирует свою феноменальную тупость, наивно спрашивая, откуда здесь появились все эти его друзья и родственники. Педон Помпей с возмущением отвечает, что ему, мерзавцу, самому должно быть это известно, поскольку это именно он их всех и отправил на тот свет, после чего хватает Клавдия и волочёт его на суд к Эаку, разбирающему дело по Корнелиеву закону. В жалобе указано, что сенаторов убито 35, всадников 221, прочих же «сколько пыли, сколько праху» (§ 14). Защитником вызывается быть собутыльник принцепса Публий Петроний, известный как «знаток Клавдиева языка» (§ 14), равно невразумительного и для богов и для смертных, но ему не дают приступить к обязанностям, и Эак, выслушав только одну сторону, ко всеобщему изумлению выносит «правосуднейшее» решение, приговорив Клавдия к вечном метанию зерни дырявым рожком (§ 14).
Неожиданно появляется Калигула и требует, чтобы Клавдия отдали ему в рабы, потому что он и при жизни бил его плетьми и палками, и давал дяде пощёчины, и может предоставить тому свидетелей. Эак выполняет это требование, затем Калигула снова отдаёт Клавдия в его распоряжение, и судия преисподней определяет императора своему вольноотпущеннику Менандру в писцы, на чём дошедший до нас текст обрывается (§ 15).

## Русские переводы
Первый относительно удачный русский перевод был выполнен И. И. Холодняком и издан в 1899 году в приложении к XVI тому «Филологического обозрения» под заглавием «Псевдоапофеоз императора Клавдия». Современный перевод Ф. А. Петровского был опубликован в сборнике «Римская сатира» (М., 1957) как «Апофеоз божественного Клавдия».